# Nobelplein
Het Nobelplein is een openbaar plein in de wijk Victoria & Alfred Waterfront in Kaapstad, Zuid-Afrika. Het werd geopend in december 2005 en bevat sculpturen van vier Nobelprijswinnaars voor de vrede: Albert Luthuli, Desmond Tutu, Frederik Willem de Klerk en Nelson Mandela. Het plein was het geesteskind van Ebrahim Rasool, premier van de West-Kaap van 2004 tot 2008, en zijn voorganger Marthinus van Schalkwyk.
Het project kwam tot stand na overleg met de familie van Luthuli en de nog levende prijswinnaars, die de onthulling bijwoonden. Ook de Noorse ambassadeur in Zuid-Afrika was aanwezig.
De standbeelden zijn iets groter dan de afgebeelde personen en zijn opgesteld in een halve cirkel met hun rug naar de Tafelberg. Op de grond, voor de beelden, zijn citaten van hen gegraveerd. Een vijfde sculptuur, 'Vrede en Democratie' getiteld, stelt de rol van vrouwen en kinderen in de anti-apartheidsbeweging voor. Alle vijf zijn ze van brons op een granieten oppervlak van 386 m².
Door middel van een wedstrijd werden uiteindelijk de beeldhouwers Claudette Schreuders en Noria Mabasa gekozen. De eerstgenoemde ontwierp de vier standbeelden, de laatstgenoemd werd geselecteerd om 'Vrede en Democratie' te realiseren.